# Hudson Rodrigues dos Santos
Hudson Rodrigues dos Santos (Juiz de Fora, Minas Gerais, Brasil, 30 de enero de 1988), conocido solo como Hudson, es un exfutbolista brasileño. Jugaba de centrocampista

## Trayectoria
Hudson entró a las inferiores del Santos en 2006. Debutó por el primer equipo el 13 de mayo del 2007, y por la Serie A, en la derrota por 4-1 contra el Sport Recife.
Sin lograr un lugar en el equipo, Hudson pasó préstamos en el Santa Cruz, Ituano, tiempo después fichó por el Red Bull Brasil y el Comercial antes de fichar por el Oeste el 18 de mayo del 2012. Fue un jugador titular del equipo en la obtención de la Serie C con Oeste.
El 23 de mayo de 2013, Hudson fichó por el Brasiliense de la Serie C. El 19 de diciembre fue enviado a préstamo al Botafogo-SP para jugar el Campeonato Paulista.
Tras su buena actuación en el Paulistao, fichó por el São Paulo el 8 de abril de 2014. Debutó con su nuevo club al mes siguiente, en el empate 1-1 ante el Cruzeiro. Renovó su contrato con el club en octubre de 2014 y nuevamente en diciembre de 2016.
Fue enviado a préstamo al Cruzeiro el 22 de diciembre de 2016 por toda la temporada, como intercambio por Neílton. En el club anotó su primer gol en la primera división, fue el 9 de julio al Palmeiras.
El 8 de enero de 2020, Hudson se fue a préstamo al Fluminense.

## Estadísticas
Actualizado al último partido disputado el 3 de septiembre de 2020.
| Club | Div.          | Temporada     | Liga  | Liga  | Estatal | Estatal | Copas nacionales(1) | Copas nacionales(1) | Copas internacionales(2) | Copas internacionales(2) | Otras(3) | Otras(3) | Total | Total |
| Club | Div.          | Temporada     | Part. | Goles | Part.   | Goles   | Part.               | Goles               | Part.                    | Goles                    | Part.    | Goles    | Part. | Goles |
| --- | ------------- | ------------- | ----- | ----- | ------- | ------- | ------------------- | ------------------- | ------------------------ | ------------------------ | -------- | -------- | ----- | ----- |
| Santos · Brasil |               |               |       |       |         |         |                     |                     |                          |                          |          |          |       |       |
| 1.ª | 2007          | 1             | 0     | -     | -       | -       | -                   | -                   | -                        | -                        | -        | 1        | 0     |       |
| 1.ª | 2009          | 4             | 0     | 1     | 0       | -       | -                   | -                   | -                        | -                        | -        | 5        | 0     |       |
| Total club | Total club    | 5             | 0     | 1     | 0       | 0       | 0                   | 0                   | 0                        | 0                        | 0        | 6        | 0     |       |
| Santa Cruz · Brasil |               |               |       |       |         |         |                     |                     |                          |                          |          |          |       |       |
| 4.ª | 2009          | 0             | 0     | 2     | 0       | 0       | 0                   | -                   | -                        | -                        | -        | 2        | 0     |       |
| Total club | Total club    | 0             | 0     | 2     | 0       | 0       | 0                   | 0                   | 0                        | 0                        | 0        | 2        | 0     |       |
| Ituano · Brasil |               |               |       |       |         |         |                     |                     |                          |                          |          |          |       |       |
| 4.ª | 2009          | 3             | 0     | -     | -       | -       | -                   | -                   | -                        | 17                       | 2        | 20       | 2     |       |
| Total club | Total club    | 3             | 0     | 0     | 0       | 0       | 0                   | 0                   | 0                        | 17                       | 2        | 20       | 2     |       |
| Red Bull Brasil · Brasil |               |               |       |       |         |         |                     |                     |                          |                          |          |          |       |       |
| SP3 | 2010          | -             | -     | 23    | 2       | -       | -                   | -                   | -                        | 23                       | 3        | 46       | 5     |       |
| SP2 | 2011          | -             | -     | 12    | 0       | -       | -                   | -                   | -                        | -                        | -        | 12       | 0     |       |
| Total club | Total club    | 0             | 0     | 35    | 2       | 0       | 0                   | 0                   | 0                        | 23                       | 3        | 58       | 5     |       |
| Comercial-SP · Brasil |               |               |       |       |         |         |                     |                     |                          |                          |          |          |       |       |
| SP2 | 2011          | -             | -     | -     | -       | -       | -                   | -                   | -                        | 24                       | 4        | 24       | 4     |       |
| SP | 2012          | -             | -     | 6     | 0       | -       | -                   | -                   | -                        | -                        | -        | 6        | 0     |       |
| Total club | Total club    | 0             | 0     | 6     | 0       | 0       | 0                   | 0                   | 0                        | 24                       | 4        | 30       | 4     |       |
| Oeste · Brasil |               |               |       |       |         |         |                     |                     |                          |                          |          |          |       |       |
| 3.ª | 2012          | 19            | 3     | -     | -       | -       | -                   | -                   | -                        | -                        | -        | 19       | 3     |       |
| 2.ª | 2013          | 0             | 0     | 12    | 0       | -       | -                   | -                   | -                        | -                        | -        | 12       | 0     |       |
| Total club | Total club    | 19            | 3     | 12    | 0       | 0       | 0                   | 0                   | 0                        | 0                        | 0        | 31       | 3     |       |
| Brasiliense · Brasil |               |               |       |       |         |         |                     |                     |                          |                          |          |          |       |       |
| 3.ª | 2013          | 11            | 0     | -     | -       | -       | -                   | -                   | -                        | -                        | -        | 11       | 0     |       |
| Total club | Total club    | 11            | 0     | 0     | 0       | 0       | 0                   | 0                   | 0                        | 0                        | 0        | 11       | 0     |       |
| Botafogo-SP · Brasil |               |               |       |       |         |         |                     |                     |                          |                          |          |          |       |       |
| SP | 2014          | -             | -     | 14    | 4       | -       | -                   | -                   | -                        | -                        | -        | 14       | 4     |       |
| Total club | Total club    | 0             | 0     | 14    | 4       | 0       | 0                   | 0                   | 0                        | 0                        | 0        | 14       | 4     |       |
| São Paulo · Brasil |               |               |       |       |         |         |                     |                     |                          |                          |          |          |       |       |
| 1.ª | 2014          | 19            | 0     | -     | -       | 0       | 0                   | 7                   | 1                        | -                        | -        | 26       | 1     |       |
| 1.ª | 2015          | 29            | 0     | 10    | 1       | 2       | 0                   | 5                   | 0                        | -                        | -        | 46       | 1     |       |
| 1.ª | 2016          | 19            | 0     | 14    | 1       | 2       | 0                   | 14                  | 0                        | -                        | -        | 49       | 1     |       |
| Cruzeiro · Brasil |               |               |       |       |         |         |                     |                     |                          |                          |          |          |       |       |
| 1.ª | 2017          | 17            | 1     | 7     | 0       | 9       | 2                   | 2                   | 0                        | -                        | -        | 35       | 3     |       |
| Total club | Total club    | 17            | 1     | 7     | 0       | 9       | 2                   | 2                   | 0                        | 0                        | 0        | 35       | 3     |       |
| São Paulo · Brasil |               |               |       |       |         |         |                     |                     |                          |                          |          |          |       |       |
| 1.ª | 2018          | 31            | 1     | 5     | 0       | 3       | 0                   | 2                   | 0                        | -                        | -        | 41       | 1     |       |
| 1.ª | 2019          | 16            | 1     | 14    | 1       | 1       | 0                   | 1                   | 0                        | -                        | -        | 32       | 2     |       |
| Total club | Total club    | 114           | 2     | 43    | 3       | 8       | 0                   | 29                  | 1                        | 0                        | 0        | 194      | 6     |       |
| Fluminense · Brasil |               |               |       |       |         |         |                     |                     |                          |                          |          |          |       |       |
| 1.ª | 2020          | 2             | 0     | 13    | 1       | 0       | 0                   | 0                   | 0                        | -                        | -        | 15       | 1     |       |
| Total club | Total club    | 2             | 0     | 13    | 1       | 0       | 0                   | 0                   | 0                        | 0                        | 0        | 15       | 1     |       |
| Total carrera | Total carrera | Total carrera | 171   | 6     | 133     | 10      | 17                  | 2                   | 31                       | 1                        | 64       | 9        | 416   | 28    |
| (1) Incluye datos de la Copa de Brasil (2) Incluye datos de la Copa Sudamericana y la Copa Libertadores (3) Incluye datos de la Copa Paulista |               |               |       |       |         |         |                     |                     |                          |                          |          |          |       |       |

## Palmarés

### Títulos estatales
| Título                 | Club        | Estado           | Año  |
| ---------------------- | ----------- | ---------------- | ---- |
| Campeonato Paulista    | Santos      | São Paulo        | 2007 |
| Campeonato Brasiliense | Brasiliense | Distrito Federal | 2013 |

### Títulos nacionales
| Título         | Club     | País   | Año  |
| -------------- | -------- | ------ | ---- |
| Serie C        | Oeste    | Brasil | 2012 |
| Copa de Brasil | Cruzeiro | Brasil | 2017 |